# Ghinea
La ghinèa (ingl. guinea, comunemente abbreviato gn. o al plurale gns) è una moneta britannica coniata tra il XVII e il XIX secolo.
È stata la prima moneta britannica d'oro a essere coniata meccanicamente nel 1663. Il valore originario era di un pound (sterlina) cioè di venti scellini, ma gli aumenti del prezzo dell'oro causarono l'aumento del valore della ghinea, che all'epoca arrivò a trenta scellini. Il nome sembrerebbe derivare da Guinea, la regione dell'Africa da cui proveniva inizialmente la maggior parte dell'oro usato per coniare questa moneta.
Anche se la moneta non esiste più, il termine ghinea sopravvive in alcuni ambienti, come ad esempio nelle corse dei cavalli, per indicare la somma di una sterlina e cinque penny della valuta decimalizzata, corrispondenti a 21 scellini della vecchia sterlina. La ghinea è anche un regalo di fidanzamento diffuso in India. "Guinea" (جنيه) è anche il nome nell'arabo egiziano della valuta dell'Egitto, la sterlina egiziana.

## Origine
La ghinea fu coniata per la prima volta il 6 febbraio 1663, e divenne moneta di corso legale con una proclamazione il 27 marzo 1663. 44½ guinee erano coniate da una libbra troy (5760 grani o 373,24 g circa) di oro fino a 11/12: ogni ghinea pesava 129,4 grani. La moneta valeva inizialmente un pound (sterlina) o venti scellini, ma l'aumento del prezzo dell'oro durante il regno di Carlo II la portò ad essere contrattata ad un valore maggiore di quello precedente. Nel 1670 il peso della moneta fu ridotto da 8,4–8,5 g a 8,3–8,4 g, ma il prezzo dell'oro continuò a crescere e verso gli anni 1680 la moneta raggiunse il valore di 22 scellini. Il diametro per tutto il regno di Carlo II fu di 25 mm ed il contenuto medio in oro era del 910/1000. "Ghinea" non era il nome ufficiale della moneta, ma gran parte dell'oro usato per produrre le prime monete proveniva dalla Guinea in Africa: la Royal African Company, una compagnia che commerciava schiavi, aveva una patente reale che permetteva di apporre il loro simbolo, un elefante ed in seguito un elefante ed un castello ("elephant and castle"), sotto l'effigie del re ed il termine "ghinea" ebbe origine da questo. La moneta fu coniata ogni anno tra il 1663 ed il 1684; l'"elefante" appare su alcune monete ogni anno dal 1663 al 1665 e nel 1668, mentre "elefante e castello" appare su alcune monete dal 1674 in poi.

## Diciassettesimo secolo
Il diritto ed il rovescio di questa moneta furono disegnati da John Roettier (1631–c. 1700). Il diritto mostra il re laureato volto a destra (aggiornato più volte durante il regno), circondato dalla legenda CAROLVS II DEI GRATIA ("Carlo II per grazia di Dio"), mentre il rovescio mostra quattro scudi coronati, posti in croce, con le armi d'Inghilterra, Scozia, Francia ed Irlanda, intervallati da quattro scettri e con al centro quattro "C" intrecciate tra loro. Intorno MAG BR FRA ET HIB REX e data ("MAGnæ Britanniæ FRAnciæ ET HIBerniæ REX": Re di Gran Bretagna, Francia ed Irlanda). Per evitare confusioni con le monete d'argento dal bordo liscio o con la moneta da mezza-corona che aveva sul contorno delle lettere e più in generale per evitare tosature, il contorno era zigrinato. Fino al 1669 la zigrinatura era verticale, mentre dal 1670 la zigrinatura fu diagonale.
John Roettier continuò a disegnare i coni di questa moneta anche durante il regno di Giacomo II. Durante questo regno le monete pesavano 8,5 g con un diametro di 25–26 mm e furono coniate tutti gli anni tra il 1685 ed il 1688 con un contenuto medio di oro di 0,9094. Ogni anno furono coniate monete con e senza il marchio "elefante e castello". Durante il regno di Giacomo la testa del re era volta a sinistra e circondata dalla scritta IACOBUS II DEI GRATIA ("Giacomo II per grazia di Dio"), mentre il rovescio è uguale a quello di Carlo II ad eccezione dell'assenza delle quattro "C" al centro della monete. Il contorno è zigrinato diagonalmente.
Dopo la deposizione di Giacomo II in seguito alla Gloriosa rivoluzione del 1688, sua figlia Maria ed il marito Guglielmo d'Orange regnarono assieme come co-regnanti. Le loro teste appaiono assieme nella moneta da una ghinea, in stile antico-romano, con la testa di Guglielmo più in alto, e la legenda GVLIELMVS ET MARIA DEI GRATIA. Staccandosi dalle coniazioni dei regni precedenti, il rovescio ha un disegno nuovo: un grande scudo rinascimentale coronato che presenta le armi di Francia nel primo quarto, di Scozia nel secondo, d'Irlanda nel terzo e d'Inghilterra nel quarto. Al centro un piccolo scudo con il leone rampante del ducato di Nassau; la legenda del rovescio è MAG BR FR ET HIB REX ET REGINA e data. All'inizio del regno il valore della ghinea fu aumentato fino a quasi trenta scellini. Le ghinee di questo regno pesavano 8,5 g ed avevano un diametro di 25–26 mm. Erano disegnate da James e Norbert Roettier e furono prodotte tutti gli anni tra il 1689 e il 1694 sia con l'"elefante e castello" che senza; nel 1692 e nel 1693 fu usato anche il marchio dell'elefante solo.
In seguito alla morte della regina Maria di vaiolo nel 1694, Guglielmo continuò a regnare come Guglielmo III. La moneta da una ghinea fu prodotta tutti gli anni tra il 1695 ed il 1701, sia con l'"elefante e castello" che senza; il disegno della moneta era probabilmente opera di Johann (o John) Crocker, perché James Roettier era morto nel 1698 e suo fratello Norbert si era trasferito in Francia nel 1695.
Le monete del regno di Guglielmo III pesavano 8,4 g con un contenuto medio di oro di 0,9123. Il diametro era 25–26 mm fino al 1700 e 26–27 mm nel 1701. La testa di Guglielmo è volta a destra e la legenda è GVLIELMVS III DEI GRATIA; il disegno del rovescio del regno di Guglielmo e Maria fu considerato sfavorevolmente e fu ripristinato quello usato da Carlo II e Giacomo II, con un piccolo scudo del leone di Nassau al centro, e la legenda MAG BR FRA ET HIB REX e la data. Il contorno è zigrinato diagonalmente.

## Diciottesimo secolo

### Regina Anna
Durante il regno della regina Anna (1702-1714) furono coniate ghinee tutti gli anni dal 1702 al 1714 eccetto il 1704. La ghinea del 1703 presenta la parola VIGO sotto il busto della regina, per ricordare l'origine dell'oro, preso dalla navi spagnole alla Battaglia della baia di Vigo, una battaglia navale combattuta davanti alla città galiziana di Vigo il 23 ottobre 1702, durante la Guerra di successione spagnola.
Con l'Atto di Unione del 1707 il disegno del rovescio della ghinea fu modificato. Fino all'Unione il disegno del rovescio mostrava scudi con le armi di Inghilterra, Scozia, Francia ed Irlanda in ordine, separati da scettri, con una rosa al centro e la legenda MAG BRI FR ET HIB REG data ("Regina di Gran Bretagna, Francia e Irlanda"). Con l'unione le armi di Scozia ed Inghilterra apparvero unite in un unico scudo, che mostrava a sinistra le armi inglesi ed a destra quelle scozzesi; l'ordine delle armi divenne Inghilterra e Scozia, Francia, Inghilterra e Scozia, Irlanda. "Elefante e Castello" sono presenti in alcune monete del 1708 e del 1709. Al centro del rovescio c'è la stella dell'Ordine della Giarrettiera. Le monete pesano 8,3 g, hanno un diametro di 25 mm ed un titolo aureo di 0,9134. Il contorno è zigrinato diagonalmente.

### Giorgio I
Le ghinee di Giorgio I sono state coniate in tutti gli anni tra il 1714 e il 1727, con l'"Elefante e Castello" che è presente in alcune monete degli anni 1721, 1722 e 1726. Le ghinee hanno cinque diversi ritratti del re e dal 1714 la moneta lo dichiara in particolare Principe elettore del Sacro Romano Impero. Le monete pesano 8,3-8,4 grammi, hanno un diametro di 25–26 mm ed un contenuto aureo medio di 0,9135.
Il diritto del 1714 mostra il ritratto del re volto verso destra e la legenda GEORGIVS D G MAG BR FR ET HIB REX F D (Giorgio per grazia di Dio re di Gran Bretagna, Francia ed Irlanda, difensore della fede); in quelle successive la legenda è GEORGIVS D G M BR FR ET HIB REX F D. Il rovescio è simile a quello precedente escluso che l'ordine degli stemmi è Inghilterra e Scozia, Francia, Irlanda, Hannover. Nel 1714 la legenda al rovescio è BRVN ET LVN DVX S R I A TH ET PR EL 1714 ("Duca di Brunswick e Lüneburg, Arci-Tesoriere e Principe Elettore del Sacro Romano Impero"), mentre negli altri anni è BRVN ET L DVX S R I A TH ET EL data ("Duca di Brunswick e Lueneburg, Arci-Tesoriere e Elettore del Sacro Romano Impero"). Il contorno è zigrinato diagonalmente.
Il valore della ghinea, che era variato tra i venti ed i trenta scellini, all'inizio del regno di Giorgio I tornò a ventuno scellini e sei penny. In seguito, nel dicembre 1717, un proclama reale fissò il valore di una ghinea a 21 scellini.

### Giorgio II
Le emissioni delle ghinee di Giorgio II sono molto complesse, con otto diritti e cinque rovesci usati nei 33 anni di regno. Le monete furono emesse in tutti gli anni del regno eccetto il 1742, 1744, 1754 e 1757. Le monete pesano 8,3–8,4 g ed hanno 25–26 mm di diametro escluso qualche pezzo del 1727 che è di 24–25 mm. Il contenuto medio dell'oro era di 0,9140. Alcune monete emesse tra il 1729 ed il 1739 recano il marchio EIC sotto la testa del re, per indicare che l'oro fu fornito dalla Compagnia inglese delle Indie orientali, mentre alcune del 1745 hanno il marchio LIMA per indicare che l'oro proveniva dalla circumnavigazione della terra dell'ammiraglio George Anson. All'inizio del regno il bordo presentava una zigrinatura diagonale, ma dal 1739, in seguito alle attività di una banda particolarmente temeraria di limatori di ghinee, per i quali fu messa una taglia, il collare fu cambiato per coniare un disegno a forma di V o punta di lancia. Nel 1732 vecchie monete d'oro coniate al martello furono demonetizzate e si pensa che alcune delle vecchie monete siano state rifuse per creare altre ghinee.
Il diritto presenta il re volto a sinistra con la legenda GEORGIVS II DEI GRATIA (GEORGIUS II DEI GRATIA tra il 1739 e il 1743), mentre al rovescio c'è un grande scudo coronato con nei quarti le armi di Inghilterra+Scozia, Francia, Hannover ed Irlanda e la legenda M B F ET H REX F D B ET L D S R I A T ET E (Re di Gran Bretagna, Francia ed Irlanda, difensore della fede, Duca di Brunswick e Lüneburg, Arci-Tesoriese ed Elettore del Sacro Romano Impero).
A differenza delle monete da due e da cinque ghinee, la produzione della ghinea continuò anche per tutta la durata del lungo regno di Giorgio III.

### Giorgio III
Le ghinee di Giorgio III pesavano 8,4 g ed avevano 24 mm di diametro, con un contenuto medio di oro (secondo controlli effettuati nel 1773) di 0,9146. Furono emesse con sei diversi diritti e tre diversi rovesci negli anni 1763–1779, 1781–1799, e 1813. Tutti i diritti mostrano il re a destra con la legenda GEORGIVS III DEI GRATIA e diversi ritratti del re. Il rovescio delle ghinee emesse tra il 1761 e il 1786 mostrano uno scudo coronato con le armi di Inghilterra-Scozia, Francia, Irlanda, Hannover, con la legenda M B F ET H REX F D B ET L D S R I A T ET E e data ("Magnæ Britanniæ Franciæ et Hiberniæ Rex, Fidei defensor, Brunswick ET Lueneburg Dux, Sacri Romani Imperii Archi Tesurer ET Elector").
Nel 1787 fu introdotto un nuovo disegno di rovescio, che mostrava uno scudo francese antico. La moneta, dalla forma dello scudo, è nota come Spade Guinea (spade che in inglese significa vanga, pala e nelle carte da gioco indica le picche).
Nel 1774 circa 20 milioni di ghinee deteriorate di Guglielmo III e della regina Anna furono rifuse e usate per riconiare ghinee e mezze ghinee.
Verso la fine del XVIII secolo l'oro iniziò a diventare scarso ed aumentò di valore. La Rivoluzione francese e le susseguenti guerre avevano drenato le risorse e le persone iniziarono a tesaurizzare l'oro monetato. Il parlamento britannico approvò una legge che rendeva le banconote a corso legale in ogni taglio e nel 1799 la produzione di ghinee fu sospesa anche se continuarono ad essere coniate le monete da mezza e da un terzo di ghinea.
In seguito all'Atto di Unione tra Gran Bretagna ed Irlanda nel 1800 cambiarono i titoli del re ed il consiglio inviò il 5 novembre 1800 al maestro di zecca un ordine per preparare i nuovi disegni ma la produzione delle monete da una ghinea non fu autorizzata.

## Diciannovesimo secolo
Nel 1813 fu necessario coniare 80.000 ghinee per pagare l'esercito di Lord Wellesley, futuro duca di Wellington che si trovava nei Pirenei, poiché la popolazione locale accettava in pagamento solamente l'oro. Questa emissione è nota con il nome di Military Guinea. Poiché in quel periodo l'oro era ancora scarso, e la ghinea era commerciata nel libero mercato a 27 scellini di carta-moneta, questa monetazione per soddisfare le esigenze speciali dell'esercito fu un pessimo affare per il governo britannico. Questa fu l'ultima emissione della ghinea. Il rovescio delle ghinee militari ha un disegno unico, che mostra uno scudo con la Giarrettiera e il motto Honi soit qui mal y pense scritto sulla Giarrettiera e BRITANNIARUM REX FIDEI DEFENSOR intorno e "1813" tra l'iscrizione del bordo e la giarrettiera.
Lord Wellesley fu nominato Duca di Wellington l'anno successivo.

### Sostituzione con la sterlina
In seguito alla riconiazione del 1816 la ghinea fu sostituita, come moneta di maggior valore nel sistema britannico, con una moneta chiamata sovrana (sovereign).
Anche quando la moneta cessò di circolare il nome di ghinea fu a lungo utilizzato per indicare la somma di 21 scellini (£1,05 nella valuta decimalizzata). Il termine "ghinea" ha una sfumatura aristocratica: le parcelle professionali, il pagamento di terreni, di cavalli, di oggetti d'arte erano spesso quotati in ghinee fino alla decimalizzazione del 1971. I cavalli da corsa sono ancora valutati in ghinee e sia in Gran Bretagna che in Irlanda i nomi delle corse dei cavalli terminano con "1,000 Guineas" o "2,000 Guineas" anche se il valore reale della borsa-premio è molto più alto.